# Pavel Srníček
Pavel Srníček (Ostrava, 10 de março de 1968 - Ostrava, 29 de dezembro de 2015) foi um futebolista tcheco que atuava como goleiro.

## Carreira
Revelado nas categorias de base do Viktorie Bohumín, TJ ŽD Bohumín (também na base) antes de se profissionalizar no Baník Ostrava, time de sua cidade natal, iniciou a carreira em 1990. Foi em sua primeira passagem no Newcastle United, entre 1991 e 1998, que Srníček destacou-se, tendo jogado 150 partidas. Voltou ao Naník em 1998, atuando em apenas 6 jogos antes de voltar ao futebol inglês no mesmo ano, agora para defender o Sheffield Wednesday.
Defendeu o Brescia entre 2000 e 2003, mas, no clube que tinha Roberto Baggio como seu maior destaque, o goleiro jogou apenas 33 vezes, e desde que saiu da equipe, não se firmou novamente como titular. Nas 3 equipes que defendeu após deixar o Brescia (Cosenza, Portsmouth e West Ham United), foram apenas 15 jogos disputados entre 2003 e 2004.
Reergueu a carreira no futebol português, onde atuou em 63 partidas nas 2 temporadas que defendeu o Beira-Mar. Srníček voltaria ao Newcastle em setembro de 2006, para repor a ausência do lesionado Shay Given, tornando-se a quarta opção para o gol dos Magpies. Com a chegada de Sam Allardyce, o goleiro, que disputou apenas 2 jogos em dezembro (Tottenham e Bolton), deixou a equipe em maio de 2007 e encerrou a carreira aos 39 anos.
Em 2012, voltou ao futebol como treinador de goleiros do Sparta Praga, função que desempenhou até dezembro de 2015.

## Seleção Tcheca
Com a Seleção Tcheca de Futebol, estreou em outubro de 1994. Participou de duas Eurocopas (1996, como reserva de Petr Kouba na campanha do vice-campeonato, e 2000, como titular) e da Copa das Confederações de 1997. Despediu-se da Seleção Tcheca em novembro de 2001, após a não-classificação da equipe à Copa de 2002. Srníček disputou 49 jogos com a camisa da República Tcheca.[carece de fontes?]

## Morte
Em 20 de dezembro de 2015, o ex-goleiro encontrava-se em sua cidade natal para promover sua autobiografia, Pavel is the Gordie, quando sofreu um AVC. e foi levado a um hospital local, ficando em coma induzido. Após 9 dias internado, uma tomografia detectou um problema irreversível no cérebro, e os familiares optaram em desligar os aparelhos que mantinham o ex-atleta vivo, causando sua morte aos 47 anos.